# Чарівний хліб
Чарівний хліб (англ. Fairy Bread) — кондитерський виріб, інгредієнтами якого є скибочки хліба трикутної форми, вершкове масло, різнобарвне драже для посипання кондитерських виробів. Спосіб приготування — шматочки хліба мажуть розм'якшеним вершковим маслом і посипають різнобарвним драже для посипання кондитерських виробів. Традиційна страва Австралії і Нової Зеландії.